# Cultureel centrum van Haapsalu
Het cultureel centrum van Haapsalu, in het Estisch Haapsalu Kultuurikeskus, is de schouwburg, concertzaal, bioscoop, bibliotheek en gemeentelijke kunstgalerie van de Estse stad Haapsalu. Het is ook de locatie voor het Haapsalu Horror & Fantasy Film Festival
De organisatie werd in 1899 als een culturele organisatie maar het zou niet gehuistvest worden in een gebouw tot in de jaren dertig van de twintigste eeuw. Het huidige gebouw van het cultureel centrum stamt uit 1974.
In 2020 ontving Gülnar Murumägi, de directeur van centrum, een carriereprijs voor haar bijdragen.